# 克鲁尔维数
在交換代數中，一個環的克鲁尔維數定義為素理想鏈的最大長度。此概念依數學家 Wolfgang Krull（1899年-1971年）命名。

## 定義
設交換環 {\displaystyle R} 中有 {\displaystyle n+1} 個素理想 {\displaystyle P_{0},\ldots ,P_{n}}，使得
{\displaystyle P_{0}\subsetneq P_{1}\subsetneq \ldots \subsetneq P_{n}}
則稱之為長度為 {\displaystyle n} 的素理想鏈，一個無法插入新的素理想的鏈被稱作極大的。{\displaystyle R} 的克鲁尔維數定義為素理想鏈的最大可能長度，這也等於是 {\displaystyle R} 中素理想的最大可能高度。
根據定義， {\displaystyle R} 的維數與對素理想的局部化有下述關係
{\displaystyle \dim R=\sup\{\dim R_{\mathfrak {p}}:{\mathfrak {p}}\in \mathrm {Spec} R\}}
其中 {\displaystyle \mathrm {Spec} R} 表 {\displaystyle R} 的所有素理想所成集合。我們也可以僅考慮為極大理想的 {\displaystyle {\mathfrak {p}}}。當 {\displaystyle R} 為鏈環時，對各極大理想的局部化皆有相同維數；代數幾何處理的交換環通常都是鏈環。

## 例子與性質
例如在環 {\displaystyle (\mathbb {Z} /8\mathbb {Z} )[X,Y,Z]} 中可考慮以下的素理想鏈
{\displaystyle (2)\subsetneq (2,x)\subsetneq (2,x,y)\subsetneq (2,x,y,z)}
因此 {\displaystyle \dim(\mathbb {Z} /8\mathbb {Z} )[X,Y,Z]\geq 3}；事實上可證明其維數確實為 3。以下是克鲁尔維數的幾個一般性質：
- 零維的整環是域。
- 離散賦值環與戴德金整環是一維的。
- 若 {\displaystyle \dim R=k}，則 {\displaystyle k+1\leq \dim R[X]\leq 2k+1}；當 {\displaystyle R} 為諾特環時則 {\displaystyle \dim R[X]=k+1}。
- 若 {\displaystyle k} 為域，則 {\displaystyle \dim k[X_{1},\ldots ,X_{n}]=n}。
- 若 {\displaystyle B} 為 {\displaystyle A}-代數，同時又是有限生成的 {\displaystyle A}-模，則 {\displaystyle \dim B=\dim A}。

## 與幾何的關係
在代數幾何中，一個概形的維數被定義為各局部環的克鲁尔維數的上確界；對於仿射概形 {\displaystyle X=\mathrm {Spec} A}，則回歸到 {\displaystyle \dim X=\dim A}。
設 {\displaystyle k} 為域，{\displaystyle R} 是有限型 {\displaystyle k}-整代數，這是代數幾何中的主要案例。根據諾特正規化引理，存在非負整數 {\displaystyle d} 及 {\displaystyle R} 中彼此代數獨立的元素 {\displaystyle x_{1},\ldots ,x_{d}} ，使得 {\displaystyle R} 是有限生成之 {\displaystyle k[x_{1},\ldots ,x_{d}]}-模，因此 {\displaystyle \dim R=d}。從幾何觀點看，{\displaystyle \mathrm {Spec} R} 此時是 {\displaystyle \mathbb {A} _{k}^{d}} 的有限分歧覆蓋，因而克鲁尔維數確實合乎下述幾何直觀：
1. {\displaystyle \dim \mathbb {A} _{k}^{d}=d}
2. 若 {\displaystyle X\rightarrow Y} 是分歧覆蓋，則 {\displaystyle \dim X=\dim Y}。

特別是當 {\displaystyle k=\mathbb {C} } 時，代數簇的克鲁尔維數等於複幾何中定義的維數。

## 文獻
- H. Matsumura, Commutative algebra ISBN 0-8053-7026-9